# Taganrogskij
Taganrogskij (ros. Таганрогский) – chutor w Rosji, w obwodzie rostowskim, w rejonie jegorłyckim. W 2021 liczył 655 mieszkańców.